# Claus Fuchs
Claus Fuchs (* 16. April 1943 in Łódź) ist ein deutscher Schauspieler und Hörspielsprecher.

## Biografie
Aufgewachsen in Hamburg und Bremen absolvierte der gelernte Im- und Exportkaufmann Claus Fuchs zunächst eine Ausbildung an der Staatlichen Hochschule für Musik und Theater in Frankfurt am Main und nahm anschließend Privatunterricht bei Hans-Dieter Zeidler und Friedrich Kollander. Fuchs’ Theaterlaufbahn begann an den Städtischen Bühnen Frankfurt. Weitere Engagements führten ihn u. a. ans Düsseldorfer Schauspielhaus, nach Aachen, Saarbrücken, München, zu den Burgfestspielen Jagsthausen und nach Hamburg ans Theater im Zimmer und ans Ernst-Deutsch-Theater. Neben vielen anderen Rollen konnte man ihn als Matti in Herr Puntila und sein Knecht Matti von Bertolt Brecht sehen, als Shakespeares Othello,  als Pozzo in Warten auf Godot von Samuel Beckett oder in Brechts Dreigroschenoper als Mackie Messer.
Seit 1975 ist Claus Fuchs einem breiten Publikum durch seine Mitwirkung in zahlreichen Fernsehfilmen und -serien bekannt. Unter anderem spielte er in zwei Derrick-Folgen, verschiedene Rollen in acht Episoden der Tatort-Reihe, im Großstadtrevier und in der Serie Freundschaft mit Herz.
Claus Fuchs war und ist darüber hinaus in der Synchronisation tätig, u. a. für Robert Culp in Superman – Die Abenteuer von Lois & Clark und Efrem Zimbalist Jr. in der Serie Batman. Auch in einer großen Anzahl von Hörspielproduktionen ist Fuchs zu hören, z. B. Die drei ???, Ein Fall für TKKG oder Fünf Freunde.
Ferner veranstaltet Claus Fuchs Lesungen. In seinem umfangreichen Repertoire finden sich u. a.  Erzählungen und Gedichte von Heinz Erhardt, Joachim Ringelnatz, Eugen Roth, Erich Kästner oder Siegfried Lenz.

## Filmografie (Auswahl)
- 1975: Der Prototyp
- 1976–1998: Tatort (Fernsehreihe)
  - 1976: Abendstern
  - 1976: Fortuna III
  - 1976: Zwei Leben
  - 1977: Wer andern eine Grube gräbt …
  - 1977: Spätlese
  - 1980: Herzjagd
  - 1983: Blütenträume
  - 1998: Brandwunden
- 1978: SOKO 5113 – Wiener Intermezzo
- 1978: Die seltsamen Begegnungen des Prof. Tarantoga
- 1979: Ekstase – Der Prozeß gegen die Satansmädchen
- 1979: Tödliche Botschaft (The Lady Vanishes)
- 1979: Die Totenschmecker
- 1980: Soweit das Auge reicht
- 1980: Der Alte – Sportpalastwalzer
- 1981: Ach du lieber Harry
- 1982: Ein Fall für zwei (Fernsehserie, Folge 8, Episode: „Der Jäger als Hase“)
- 1983: Das Dorf an der Grenze – Kärnten 1966–1976
- 1983: Die Krimistunde (Fernsehserie, Folge 6, Episode: „Falsche Perlen“)
- 1985: Der Formel Eins Film
- 1985: Die Krimistunde (Fernsehserie, Folge 16, Episode: „Ein Toter zuviel“)
- 1986: Finkenwerder Geschichten
- 1988: Der Krähenbaum
- 1988–1993: Großstadtrevier (Fernsehserie, 4 Folgen)
- 1988: Die Männer vom K3 – Spiel über zwei Banden
- 1989: African Timber
- 1989: Petticoat – Geschichten aus den Fünfzigern (Fernsehserie)
- 1990: Schwarz Rot Gold – Wiener Blut
- 1991: Leonie Löwenherz – Pflanzenfresser/Fleischfresser
- 1991: Ein Schloß am Wörthersee (Fernsehserie, Folge 19, Episode: „Ein Glatzkopf kommt selten allein“)
- 1993: Eurocops – Sumpfblüten
- 1994: Der Fahnder – Unter Verdacht
- 1997: Nikola – Ein heißes Wochenende
- 1999: CityExpress – Triebwagen
- 2000: Zwei Asse und ein König
- 2002: Die Strandclique – Neue Aufgaben für Ann
- 2002–2004: Freundschaft mit Herz (div. Folgen als Dorfpolizist Möckelsen)
- 2003: Märzfieber
- 2005: Die Rettungsflieger – Kurzschluss

## Hörspiele
- 1974: Schitt – Regie: Günther Sauer
- 1985: Irische Tragödie – Regie: Heinz Wilhelm Schwarz
- 1987 EUROPA – Ein Fall für TKKG Folge 52 – Überfall im Hafen
- 1987 EUROPA – Masters Of The Universe – Folge 29, Grizzlor, Folge 33–36  Dragstor
- 1989: Nach Tübingen oder Lauf, Friedrich, lauf! – Regie: Hans Rosenhauer
- 1990: Mitten in der Masse – Regie: Norbert Schaeffer